# (3031) Houston
(3031) Houston (1984 CX) – planetoida z pasa głównego asteroid okrążająca Słońce w ciągu 3,35 lat w średniej odległości 2,24 j.a. Odkryta 8 lutego 1984 roku.